# Japanese Lounge Night
Japanese Lounge Night（ジャパニーズラウンジナイト、2009 - ）は、小山貢山、Nikki Matsumoto,Traci Trancoli によって100回以上続いている、伝説の和楽器イベント。

## 歴史
渋谷pinkcowにて、和楽器イベントとして、藤本久美弥と小山貢山,Traci Trancoliの3名によって発足。その後　1か月に1度、第3週の日曜夜に定期的に行なうこととなり、東日本大震災の直後にも開催、pinkcowが六本木に移動しても続いた。
出演者にはノルマなし、フリーエントランス（レストランの為テーブル利用の料理の注文は必須であった）という和楽器イベントとしては最大・最長のものとなった。
47回で店主のTraci Trancoliが収益の悪化のため終了を通告、Nikki Matsumotoのオーガナイザー参加により中目黒TRYに移動して、チケット制2,000円になり、2か月に1度の開催になるも集客に苦しみ、53回で事実上の終了となった。
小山貢山は、「日本文化のおもちゃ箱にしたかった」と考えており、「あの時、あのメンバー、あの場所だから出来たこと。もう出来ない」と言っていたが、2019年6月15日、赤坂ピンクカウにて復活。現在　飯田橋　wild pitchにて開催。
新型コロナウイルスの流行下でも、2020年3月23日、vol 61より、YouTubeライブ配信に切り替え継続中。2023年6月13日、vol 100　を持って一旦休止中。

## 出演者一覧
- FLOW（JPOP）
- 高谷秀司(ギタリスト）
- 神永大輔（尺八）現和楽器バンドメンバー
- 星野明日香（民謡・三味線・アイドル）ミス週刊少年マガジン
- 小山貢山（津軽三味線・三線・箏・合気道・MC）
- 伊右衛門（歌舞伎）
- 岩田卓也（尺八）
- 塩高和之（琵琶）
- 西川古柳座家元（八王子車人形）
- 石山裕雅（武州里神楽十世宗家家元）
- 源光士郎（武楽）
- 大和家八千代（正調安来節・大和流家元）
- あどぅん（タイ民族楽器）
- 生田覚道（関口新心流剣術・忍道講師）
- 習志野青龍窟（忍術）
- 雪那（合気道）
- 菱木聖仁（剣術・舞踏）
- 梨羽太朗（剣舞）
- 入浴家銭湯（ウクレレ漫談）
- 西川龍月（書道パフォーマンス）
- 平塚恵春（華道）
- アラゲホンジ（日本民謡ロックバンド）
- 花柳金魚姫（日本舞踊）
- 榎本百香（鶴田流琵琶）
- 伊藤圭佑（津軽三味線）
- 小山浩秀（津軽三味線）
- 小山清雄（津軽三味線）
- あまのおと（二十弦箏・十七弦箏）
- マクイーン時田深山（箏）（オーストラリア）
- 美々（箏谷富愛美地歌三味線大友美由奈）
- 山藤志絵里（ボーカル）
- HAOW（歌vocal）
- 中川雅玲（箏）
- 橋本眞紀子（箏）
- 橋本ひとみ（箏）
- 渡辺かおり（箏）
- ティムソン真澄（箏）
- 杉山雅楽紀（箏）
- りょう（箏・沢井箏曲院）
- 齋藤彩香（箏・生田流正派）
- JAQUWA/寂和（箏・サックス)
- 福原鶴章(長唄囃子)
- 谷口ゆき （笙）
- 藤本久美弥（民謡三味線、MC）、
- 大和家八千代（正調安来節・大和流家元）
- マーサリノイエ（ポップ三味線）
- ωilling（ハードロック）
- 月詠（津軽三味線・和太鼓・尺八によるユニット）
- 中村華子 （笙）
- 松風志音 (能管)
- 睡蓮 (ベリーダンス)
- Shieri （ベリーダンス）
- 牧野浩子 （津軽塗）
- しむじん（沖縄唄三線）
- imo（沖縄唄三線）
- 小雨（沖縄唄三線）
- Jin Nagami(三線SanShin)
- ユニゾン（奄美三線ユニット）
- Rock of Asia（民俗楽器をフィーチャーしたロックバンド）
- 平井智俊（詩吟）
- 中西桐子（二胡）
- 手塚勇月（竹山流津軽三味線）
- 澤田一成（澤田流津軽三味線）
- 櫻樹ユニット（十七弦、箏他）
- 井上智彦（和太鼓）
- 田中まさよし（和太鼓）
- 紅愛（くれない）（和太鼓）
- 空中紳士（Pyramidos）(アラブ太鼓）
- あこだま(和太鼓）
- 岡村竜司（和太鼓）
- 早稲田大学津軽三味線サークル三津巴（津軽三味線）
- 澤田響紀（津軽三味線）
- 岩田桃楠（津軽三味線）
- jammin' sensu（地歌三味線・ギター）
- 渡辺アイ（津軽三味線弾き歌い）
- イナバリエ（ふろしきパフォーマンス）
- 福士駒美子（民謡）
- 大山潤一（尺八）
- 山崎蒼山（尺八）
- Alisa Tolmacheva（箏）ロシア
- Artificial lover（暴虐三味線ブレイクコア）
- David Engram（箏）アメリカ
- Tim Hofman（天竺尺八）アメリカ
- Timson真澄（箏）カナダ
- 瀬山由美子（二胡）
- 角田紘之（ピアノ）
- 真藤一彦（尺八）
- Erine sharpe（津軽三味線）カナダ・ニューファンドランド
- Eric Johnson（津軽三味線）アメリカ
- Vitaly Fedtov（津軽三味線）ドイツ
- Kyle korabowski（津軽三味線）アメリカ
- Andrea Woudenburg（民謡三味線）アメリカ
- Alec LeMay（尺八）
- Rodrigo Rodriguez（尺八）スペイン
- Justin泉龍（尺八）（イギリス）
- Pat Savage（日本民謡）ニュージーランド
- 蟻@伊勢型紙屋（伊勢型紙）
- 深澤裕(写真家)
- Mark Fassler（Violin） 以下・復活以降
- なつみゆず（シンガーソングライター）
- Matej Kolenic (津軽三味線) スロバキア
- 二束花ゆり（民謡）
- 井藤真理奈（篠笛）
- Bobby Griffin（箏）アメリカ・フロリダ
- Justin Bingham (詩吟)アメリカ
- 岩立潤三(タブラ)
- あさひ雅子（河内音頭）
- 小池梨沙（太鼓）
- いちばけい（ギター）
- 藤田倖平（タップダンス）
- 綺羅空心斎（MIDI笙）
- ピアノ弾き語りマリリン（ピアノ）
- 石井香奈（箏）
- Milia（ピアノ弾き語り）
- 木村友里（箏・唄）
- 塚越友紀（沖縄三線・八重山民謡）
- 根本ノブヒロ（三線・ネイティブアメリカンフルート・トンコリ）
- Izumi（フルート・モデル）
- 植田大秀(地歌三味線)
- 岡田良則（ハーモニカ）
- 田口修吾（津軽三味線）
- 中西史子（ヤトガ）（koto*kotoとして）
- 下口輝晴（津軽三味線）（小政（こまさかい）として）
- 高柳みのり（地歌三味線）
- 千翠珠煌(日本舞踊・創作舞踊)
- 林 哲至（笙）
- 澤田一華（津軽三味線）
- 羽水（墨絵師）
- 山崎東幸（尺八）
- 谷川佑司（津軽三味線）
- 笛狂皷舞人（和太鼓･篠笛･ﾊﾝﾄﾞﾊﾟﾝ）
- 恵聖（詩吟）
- 二代目照井貢洋（秋田三味線）
- Duean Kankarn Maman（津軽三味線）タイ
- 伊藤淳（沖縄唄三線）
- 木下麻里（バイオリン）
- Eliska Shikulova（二胡、津軽三味線）スロバキア
- Ismael Barragan（津軽三味線）カルフォルニア
- 笹川皇人（津軽三味線）
- トム夫（ギター）
- 段翔（忍者）
- 橋本大輝（津軽三味線・民謡・胡弓・太鼓）
- Andrew Pasiak （津軽三味線）アメリカ
- DAN（アコーディオン）
- 酒井亮（ピアノ）
- 椿元一 （津軽三味線）
- 田口修吾（津軽三味線）
- みやけん（ピアノ　YouTuber）
- 今井 祐介（尺八）
- Anna Kovrizhnykh（津軽三味線）ロシア
- 和奏～なごみそう～（箏・ギター）
- 藤間浩菊（日本舞踊）
- 椿俊太郎（津軽三味線）
- やまふくや（和楽器ユニット）
- 詠美衣（シンガーソングライター）
- 楠えりか（ラジオDJ,タロット占い師）
- 田宮ひろよ（R＆Bシンガー）
- フジクロ（道楽三味線）
- Re:Dia(津軽三味線)
- 蒼月颯舞～そうげつりゅうぶ～（伝統芸能×クールジャパンユニット）
- 椿正範（津軽三味線）
- リカヤ・スプナー（司会）
- かくばりゆきえ（ハミング）
- 藤井黎元（津軽三味線）
- Ryan Chancoco（箏・フルート）アメリカ
- 防衛医大箏曲同好会（箏）
- 金子錦佑(詩吟)
- たにし＠じょんからドットコム(津軽三味線)
- しらすてらす(津軽三味線)
- 三遊亭 遊史郎（端唄）
- 紫蛙-けろん-（二十五弦箏弾き語り）
- 三味線楽家（三味線・胡弓）
- はまえんぼう（絵本読み聞かせ）
- 八塩（津軽三味線）
- 百合（童謡）
- 高橋正文（中棹三味線）
- 小山みつな（民謡）
- 葛西優斗（津軽三味線）
- 山中裕史（津軽三味線）